# Rampla Juniors
Rampla Juniors Football Club – urugwajski klub piłkarski założony 7 stycznia 1914, z siedzibą w mieście Montevideo.

## Historia
Rampla Juniors założony został 7 stycznia 1914. W 1932 klub został pierwszym w historii zawodowym wicemistrzem Urugwaju. Obecnie klub gra w drugiej lidze urugwajskiej (Segunda División).

## Osiągnięcia
- Mistrz Urugwaju: 1927
- Mistrz drugiej ligi urugwajskiej: 1944, 1980, 1992